# Eulagius chinensis
Eulagius chinensis es una especie de coleóptero de la familia Mycetophagidae.

## Distribución geográfica
Habita en Sichuan (China).